# Duché de Brunswick-Lunebourg
Pour les articles homonymes, voir Brunswick.
1235–1806
Entités précédentes :
- Duché de Saxe

Entités suivantes :
- Électorat de Brunswick-Lunebourg
- Principauté de Brunswick-Wolfenbüttel

Le duché de Brunswick-Lunebourg (en allemand : Herzogtum Braunschweig-Lüneburg) était une principauté du Saint-Empire romain, l'une des entités suivantes de l'ancien duché de Saxe située dans l'actuel Land de Basse-Saxe. Il est créé en 1235 lorsque l'empereur Frédéric II de Hohenstaufen donna le fief à Othon « l'Enfant » issu de la maison Welf. Le territoire englobait les résidences familiales de Brunswick et de Lunebourg, ainsi que les domaines de la dynastie qui se trouvent à proximité.
Le duché a été partagé pour la première fois en 1269, entre les fils d'Othon, Albert Ier et son frère cadet Jean. À partir de là, les principautés de Brunswick-Wolfenbüttel et de Lunebourg constituaient le duché ; plusieurs divisions et fusions ont suivi. La dissolution du Saint-Empire en 1806 a mis fin à l'ère du statut du duché comme fief impérial. L'Acte final du congrès de Vienne a désigné deux États successeurs : le royaume de Hanovre et le duché de Brunswick.

## Histoire
En 1137, le prince Henri le Superbe, duc de Bavière issu de la dynastie des Welf, a reçu le duché de Saxe des mains de son beau-père l'empereur Lothaire de Supplinbourg. La maison de Welf devint ainsi une des dynasties les plus puissantes du Saint-Empire, ce qui a entraîné de fortes tensions avec la maison régnante des Hohenstaufen, descendants de Conrad III qui, à la suite de la mort de Lothaire, a su s'imposer dans l'élection de 1138 en tant que nouveau roi des Romains.

Les territoires saxons des Welf (en orange) et des ducs Ascaniens (en vert) vers l'an 1235.

Dans les années 1170, le conflit se creuse  entre le fils d'Henri le Superbe, Henri le Lion, duc de Saxe et de Bavière, et l'empereur Frédéric Barberousse. Finalement, en 1180, Henri est mis au ban de l'Empire par Frédéric mettant fin à l'ère d'un duché de Saxe non divisé. Le titre de duc passa au comte Bernard de Ballenstedt issu de la maison d'Ascanie qui, toutefois, ne règne que sur quelques parties dans l'est et le nord de l'ancien duché. Henri, pour sa part, après plusieurs années de bannissement conserve ses terres allodiales autour les châteaux de Brunswick et de Lunebourg (de) en Ostphalie.
Les liens du mariage entre Henri de Brunswick, fils aîné d'Henri le Lion, et Agnès de Hohenstaufen portent à une réconciliation temporaire avec l'empereur Henri VI ; néanmoins, à partir de 1198, la querelle opposant les Welf aux Hohenstaufen s'est aggravée avec la lutte pour le trône entre Otton de Brunswick et Philippe de Souabe. Après l'assassinat de Philippe en 1208, Otton luttait contre le neveu de celui-c, Frédéric II de Hohenstaufen, élu antiroi en 1212. Vaincu à la bataille de Bouvines en 1214, il se retirait de toute activité.
En 1235, afin de mettre un terme aux confrontations, le petit-fils de Henri le Lion, Othon l'Enfant, remet ses terres allodiales à l'empereur Frédéric II, qui les lui remet aussitôt en tant que fief impérial. C'est la naissance du duché de Brunswick-Lunebourg. Otton (mort en 1252) et ses fils, Albert Ier et Jean, étaient des souverains capables, ils s'emploient activement à consolider leur pouvoir dans ses territoires. Toutefois, Albert se lança dans la guerre de Succession de Thuringe ce qui entraînait des pertes élevées. Alors, son frère cadet Jean a temporairement gouverné le duché tout seul.
Enfin en 1269, les deux fils d'Othon procèdent au premier des nombreux partages que connaît le duché au cours de son histoire. Albert obtint la partie sud autour de Brunswick et Jean a reçu la partie nord autour de sa résidence à Lunebourg. Parmi les principautés issues de ces partages, les plus importantes sont :

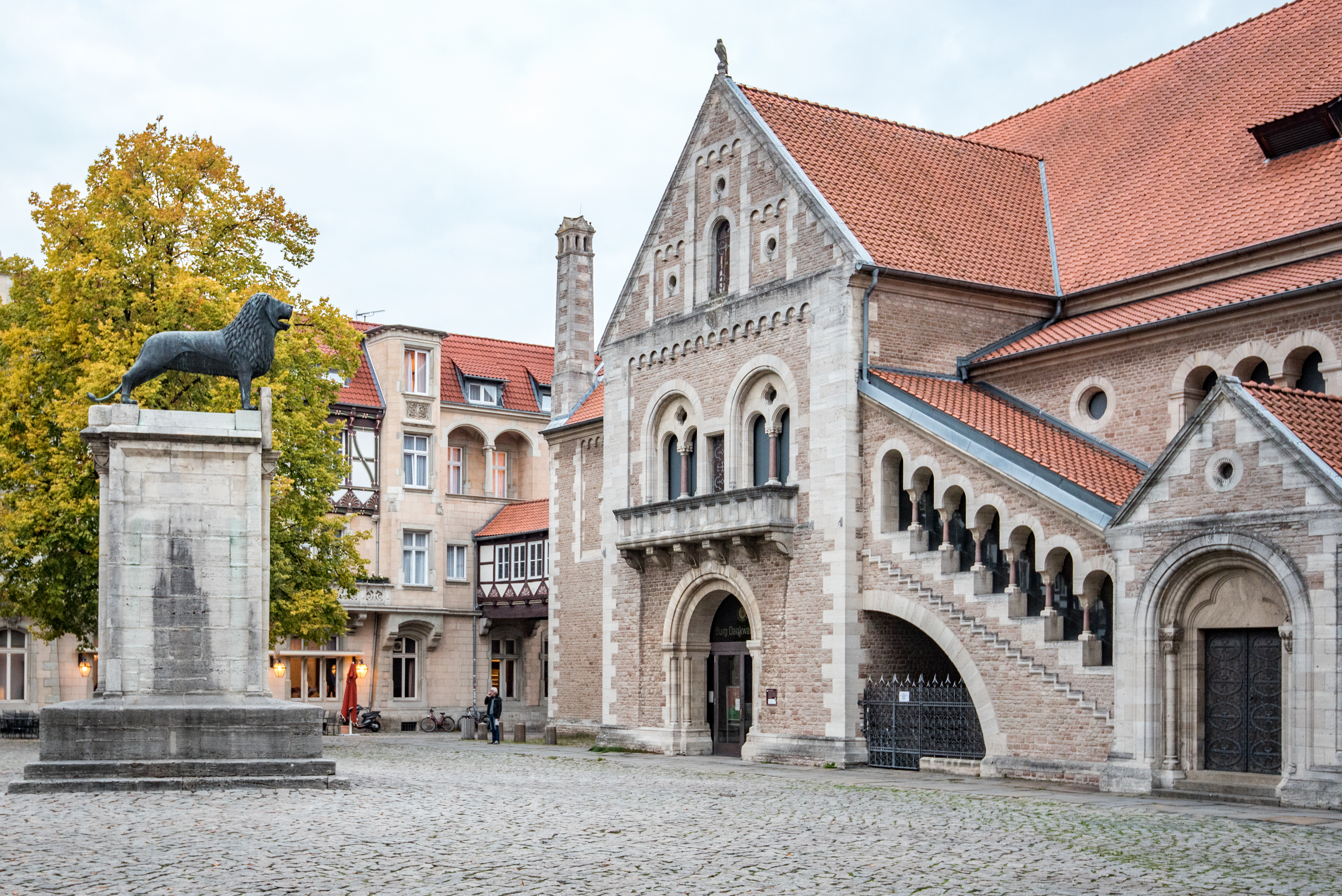
Le.

- la principauté de Brunswick-Wolfenbüttel (1269–1807) ;
  - la principauté de Grubenhagen (1291–1617), puis à Lunebourg, en 1665 à Calenberg ;
  - la principauté de Göttingen (1345–1495), puis à Calenberg ;
  - la principauté de Calenberg (1432–1807), élevée à l'électorat de Brunswick-Lunebourg en 1692 ;
- la principauté de Lunebourg (1269–1705), puis à Calenberg.

Le château ducal de Dankwarderode (de) à Brunswick est resté la propriété conjointe de la famille. Toutes les principautés restent gouvernées par des descendants d'Othon Ier, et leurs souverains conservent le titre de « duc de Brunswick-Lunebourg » à côté de celui propre à leur principauté. Après l'extinction de l'une lignée, les autres branches des Welfs étaient héritiers en empêchant la perte du fief. Au fil du temps, les principaux centres de pouvoir se déplacent de Brunswick vers Wolfenbüttel et de Lunebourg vers Celle.
À partir de 1705, il ne subsiste plus que deux branches : celle de Brunswick-Wolfenbüttel et celle de Calenberg, qui règne depuis Hanovre sur toutes les autres anciennes principautés avec le titre d'électeur de Brunswick-Lunebourg. Quatre voix sont attribuées au Brunswick à la diète d'Empire de 1792 : Calenberg, Celle, Grubenhagen et Brunswick-Wolfenbüttel, les trois premières revenant à l'électeur de Brunswick-Lunebourg. Le fief impérial de Brunswick-Lunebourg a cessé d'exister dès la dissolution du Saint-Empire en 1806.
En 1807, tous les domaines de l'ancien duché furent annexés au royaume de Westphalie. Après les guerres napoléoniennes, par résolution du congrès de Vienne, l'électorat de Brunswick-Lunebourg devient le royaume de Hanovre et la principauté de Brunswick-Wolfenbüttel devient le duché de Brunswick.

## Héraldique
Le blason du Brunswick-Lunebourg représente les deux léopards de Brunswick et le lion rampant de Lunebourg.